# Psychomyiella ulmeri
Psychomyiella ulmeri är en nattsländeart som beskrevs av Banks 1939. Psychomyiella ulmeri ingår i släktet Psychomyiella och familjen tunnelnattsländor. Inga underarter finns listade i Catalogue of Life.